# Бірічево (Усть-Алексієвське сільське поселення)
Бірі́чево (рос. Биричево) — присілок у складі Великоустюзького району Вологодської області, Росія. Входить до складу Усть-Алексієвського сільського поселення.

## Населення
Населення — 36 осіб (2010; 66 у 2002).
Національний склад (станом на 2002 рік):
- росіяни — 98 %